# АВС-40
АВС-40 — бронированный автомобиль на шасси трёхосного грузовика КамАЗ.

## История
В 2004 году государственный научно-исследовательский институт МВД Украины и конструкторское бюро пожарных и специальных машин (г. Прилуки) начали работы по проекту «Торнадо-2», которые проходили с учётом опыта, полученного в ходе создания и эксплуатации водомётов на шасси КрАЗ.
Проект предусматривал создание водомёта с улучшенными характеристиками на шасси бескапотной автомашины. Проектирование и постройку бронемашины выполнило в 2004—2005 гг. конструкторское бюро пожарных и специальных машин, входившее в состав ЗАО «Энергосоюз». В дальнейшем, бронемашина АВС-40 (43118)-327 была официально принята на вооружение МВД Украины под наименованием АВС-40.
В 2012 году несколько АВС-40 было закуплено министерством внутренних дел Украины (в то время стоимость одной бронемашины составляла 2,45 млн. гривен, что соответствовало примерно 300 тыс. долларов США), построенные машины были переданы в подразделения внутренних войск МВД Украины. При этом, в отличие от АВС-30, которые окрашивались в табельный серый цвет, все АВС-40 остались окрашены в заводской синий цвет.
Летом 2012 года АВС-40 были задействованы для обеспечения общественного порядка в ходе чемпионата Европы по футболу 2012 года. 15 июня 2012 года, в день проведения футбольного матча в НСК «Олимпийский» между сборными командами Великобритании и Швеции (в ходе которых предполагали возможность столкновений между болельщиками футбольных команд) несколько машин были размещены в центре Киева, но их применения не потребовалось.
До 2013 года машины находились в опытной эксплуатации.
По меньшей мере две АВС-40 использовались правительственными силами в ходе Евромайдана. После того, как боевики самообороны Майдана начали использовать бутылки с зажигательной смесью, один водомёт АВС-40 применили 18 февраля 2014 года в ходе штурма лагеря активистов Евромайдана на площади Независимости. 21 февраля 2014 года одна оставленная милицией при отступлении машина АВС-40 была захвачена активистами Евромайдана, однако при попытке освоить управление водомёт врезался в здание банка на ул. Круглоуниверситетской. После этого, повреждённая машина была доставлена в лагерь Евромайдана, где была брошена. В начале июня 2014 года при демонтаже палаточного лагеря Евромайдана повреждённая АВС-40 была вывезена коммунальными службами.
29 августа 2016 года Национальная гвардия Украины выделила 9,6 млн гривен на ремонт двух АВС-40.

## Описание
АВС-40 построен на шасси полноприводного трёхосного грузовика КамАЗ-43118 грузоподъёмностью 10 тонн. Бескапотная кабина позволила сократить длину машины (что уменьшило радиус разворота и улучшило её маневренность), а также улучшить обзор водителю (что позволило обеспечить экипажу более уверенное и эффективное взаимодействие с личным составом подразделений правоохранительных органов, размещённых в непосредственной близости к машине).
Корпус бронированный, также машина получила навесное оборудование: решётчатый отвал (в сравнении с отвалом АВС-30 имеющий увеличенную площадь при меньшей массе), бортовые экраны для защиты колёс, решётки для защиты стеклоблоков от механических повреждений (ударов палками, брошенных камней и т. п.) и закреплённые на бортах откидные щиты. Кабина трёхместная двухдверная.
Водомёт с одним лафетным стволом и электроприводом установлен на крыше машины, ещё один водомёт закреплён на переднем бампере. Дальность струи водомёта на крыше составляет до 50 метров, дальность действия водомёта на бампере — до 40 метров. Объём основной цистерны для воды составляет 6,7 м³, также машина оборудована 50-литровым баком для пенообразователя, 300-литровым баком для красителя и тремя баллонами для слезоточивого газа объёмом 27 литров. Подачу воды, пенообразователя и красителя обеспечивает насос ПН-40УВ (работу которого при выключенном двигателе обеспечивает вспомогательная силовая установка на базе двигателя ЗИЛ-508.10).
Дополнительное оборудование включает систему радиосвязи, фильтровентиляционную установку, систему противопожарной защиты, оборудование для аудиовидеозаписи, галогенный прожектор, спецсигналы и громкоговоритель.
Экипаж АВС-40 состоит из трёх человек (командира, оператора и водителя).
Колёса дисковые, шины 425/85 R21 (1260x425-533P).

## Варианты и модификации
- АВС-40 (43118)-327 — базовый вариант, автомобиль водомётный специальный на шасси KaмAЗ-43118[3][5]
- АВС-40 (6520)-305.02 — вариант на шасси трёхосного грузовика КамАЗ-6520 — объём основной цистерны для воды увеличен до 11 тонн, а ёмкость бака для красителя — до 400 литров, но масса машины увеличилась до 27 тонн[15]
- АВС-50 (43118)-285.01 — улучшенный вариант водомёта на шасси КамАЗ-43118, разработанный в 2012 году в ходе выполнения работ по проекту «Торнадо-3»[3]

## Страны-эксплуатанты
- Украина[3] — министерство внутренних дел Украины[5]